# Epinikion
Ein Epinikion (Pl. Epinikien, altgriechisch ἐπινίκιον, Pl. ἐπινίκια, n.) war im antiken Griechenland ein von einem Chor vorgetragener Preisgesang auf einen Sieger, eine besondere Form des Enkomions. Begriffsgeschichtlich ursprünglich wahrscheinlich allgemein „Siegeslied“ oder „Siegesschrei“, sind Epinikien spezifisch Gesänge für Sieger in den großen Festspielen (Agonen) Griechenlands wie den Olympischen oder Pythischen Spielen.
Das erste bekannte Epinikion wurde von Simonides von Keos für Glaukos, Sieger bei den Olympischen Spielen 520 v. Chr., geschrieben. Die bedeutendsten Dichter von Epinikien waren Pindar und Bakchylides, von denen zahlreiche Gesänge dieser Art erhalten sind. Allerdings ist unbekannt, wie die musikalische Begleitung der Gesänge gestaltet war.
Epinikien wurden meist nicht am Ort des Wettkampfs, sondern bei der Rückkehr des Siegers in seine Heimat aufgeführt. Sie behandelten die Person des Siegers, mythologische Themen und ethische Weisheiten. So bietet etwa die 4. Ode Pindars einen Preis auf den Sieger Arkesilaos IV., König von Kyrene, in dem er die Herrschaft des Königs mit der Fahrt der Argonauten begründet.